# The Limits of Control
The Limits of Control (deutscher Alternativtitel: Der geheimnisvolle Killer) ist ein Spielfilm von Jim Jarmusch aus dem Jahr 2009.

## Handlung
Ein wortkarger Mann trifft in einem Madrider Flughafen ein und wird auf eine mysteriöse Reise durch Spanien geschickt. Er begegnet immer wieder ebenfalls mysteriösen Menschen, die nach ritualisierter Erkennungsfloskel mit ihm Streichholzschachteln tauschen. Diese enthalten kleine Zettel mit jeweils drei Zeilen Buchstaben und Zahlen. Der Mann liest die Zettel und verschluckt sie mit Espressokaffee. Während seine Partner bei den Treffen pseudophilosophische und poetische Monologe halten (wobei das Gesprochene fast unverständlich wird, weil die Hintergrundgeräusche nach und nach überwiegen), während einige Sätze immer wieder variiert werden, sagt der Einsame fast kein Wort. Zwischen den Treffen sitzt er in Cafés, wo er immer zwei Espressi bestellt, betrachtet Bilder im Museum, verbringt die Nächte wach und angezogen im Bett und macht Tai-Chi-Übungen. Die Verführungsversuche einer gelegentlich im Hotelzimmer auftauchenden nackten Frau weist er stets zurück: „Niemals während ich arbeite.“
Schließlich gelangt der Einsame mit der Bahn und über einen weiteren Kontakt in die spanische Einöde  zu einem schwer bewachten Anwesen, vor dem schwarze Limousinen parken. Ein Hubschrauber, der schon immer wieder mal zu sehen war, landet. Der Einsame dringt „durch seine Vorstellungskraft“ in das Anwesen ein. Er hat eine sehr kurze, kryptische Unterhaltung mit einem Amerikaner, der verächtlich durchblicken lässt, dass er nicht die geringste Ahnung hat, was die Welt am Laufen hält. Der Einsame erdrosselt den Amerikaner auftragsgemäß mit einer Gitarrensaite, danach kehrt er nach Madrid zurück. Dort angekommen zieht er sich auf einer Toilette im Atocha-Bahnhof um, entsorgt seinen „Dienstanzug“ im Schließfach und verlässt den Ort.

## Hintergrund
Der Filmtitel „The Limits of Control“ ist einem Essay-Titel des Underground-Literaten und Dichters William S. Burroughs entlehnt, einer der Lieblingsdichter von Jarmusch. Das Skript war zunächst mit 25 Seiten sehr schmal gehalten, erst während der Dreharbeiten entstanden die Dialoge.
Um dem Zuschauer das Gefühl zu geben, sich „auf einem Trip“ zu befinden, wählte Jarmusch für die Taxifahrt des Auftragskillers vom Madrider Flughafen in die Stadt hinein nur die unsauberen und missglückten Aufnahmen aus. „Der Zuschauer soll die neue Welt ganz und gar mit den Augen des Helden sehen und dabei spüren, wie die Eindrücke auf ihn einstürmen.“ Den Eindruck der visuellen Authentizität erhöhte Jarmusch auch durch die Wahl des Filmmaterials. Anstelle der „sehr gesättigten, leuchtenden Kodak-Farben“ verwendeten er und sein Kameramann Chris Doyle ein „eher blasse[s] Material von Fuji“.
Mit dem Hauptdarsteller Isaac de Bankolé ist Jim Jarmusch seit 25 Jahren befreundet. Er schätzt an dessen Schauspielkunst die eindrucksvolle körperliche Präsenz bei minimaler Mimik und Gestik, was ihm eine „unerhörte Expressivität“ verleihe.
Zu seinen Bildkompositionen im Film meinte Jarmusch: „Es ist mein Ziel, dass die Zuschauer solche Bilder sehen, als wären sie Gemälde. Und dass sie, wenn sie das Kino verlassen, diese Gegenstände wieder ganz anders wahrnehmen. Die Geschichte ist zweitrangig. Es gibt eine Geschichte, aber eher versteckt. Ich lasse die dramatischen Dinge gern weg. Mich interessieren eher die Charaktere und ihre Interaktionen. Ich zeige, wie meine Figuren Dinge anschauen und dabei die Zeit vergeht.“

## Rezeption
Der Film polarisiert, er spaltet Zuschauer und Kritiker in zwei Lager. Während die einen sich darüber beklagen, dass er nicht ihre Erwartungen an einen herkömmlichen Thriller bediene, begrüßen oder bewundern andere die Art und Weise, wie der Film eine Geschichte erzählt, Stimmungen transportiert und Bilder erschafft.
The Limits of Control lief am 1. Mai 2009 in ausgewählten US-Kinos an. Die Filmkritiker dort bewerteten ihn überwiegend negativ. Das US-Filmportal Rotten Tomatoes zählte bei 131 Kritiken 43 % positive und bezeichnet selbst das Filmerlebnis als „ermüdend“ und „mit geringer Belohnung“ („a tedious viewing experience with little reward“). In Deutschland ging der Film in synchronisierter Fassung am 28. Mai 2009 an den Start.
Andreas Kilb von der Frankfurter Allgemeinen Zeitung bezeichnete The Limits of Control als „kein simples Stück Kinounterhaltung, und so wären viele Kritiker rasch fertig mit dem Film: elitär, minimalistisch, unverständlich, so tönt es aus den Texten der Kollegen in Amerika…“ Demgegenüber meint er, „die toten Plätze in den Städten im Mittagslicht – das alles ist längst beschrieben (und von Dalí und De Chirico gemalt), nur im Kino hat man es so noch nicht gesehen.“ Kilb hält den Film insgesamt für „auf der Höhe seiner Zeit“.
Tobias Kniebe von der Süddeutschen Zeitung bezeichnete den Film als „Minimal Cinema“, da Jarmusch „Ritual, Langsamkeit, Reduktion und Kodifizierung“ diesmal in besonderer „Strenge“ verfolge. Kniebe akzeptierte zwar die „äußerste[.] Verknappung seiner Mittel, bis hin zu einem fast vollständigen Verzicht auf Plot, Handlungslogik und Figurenentwicklung“. Das Filmende halte er dagegen für einen „Beschiss, wenn man zuvor einen derart gewaltigen Anlauf genommen hat.“
Ruprecht Skasa-Weiß von der Stuttgarter Zeitung hält den Film für einen „Thrillverweigerungsfilm“, einen „Anti-Thriller“ und „Filmessay, gezeugt aus dem Vorsatz, über das Wesen der Wirklichkeit nachzudenken.“  „Wiederholung, Repetition, Déjà-écouté-Dialoge – sie sind das wichtigste dramaturgische Mittel des bildstarken Films […] Die kurzen Kaffeetischkollegs strukturieren den Film sonderbar akademisch. So gerät ‚The Limits of Control‘ zu einer verpuzzelten Reflexion über Wahrnehmung, Wirklichkeit und Vorstellungskraft. Einzig die Ruhe, die Genauigkeit des Blicks entscheidet darüber, was in die Realität treten soll; ob ein Gemälde, angeschaut im Museo Nacional, oder eine Landschaft, angeschaut durchs Zugfenster: Bild sind beide, Wirklichkeit sind beide.“
Georg Seeßlen empfand für den Film Sympathie und Gefallen. Wieder einmal verändere Jarmusch in einem „höchst poetischen Spiel“ das Muster eines Filmgenres, nämlich den „Verschwörungsthriller“: 
„The Limits of Control ist weniger eine Geschichte als eine cineastische Installation: Bilder – Gemälde, Metaphern, Zitate und Einstellungen – erschaffen Bilder. Jede Einstellung könnte man sich auch als Kunstdruck ins Wohnzimmer hängen. Jede Dialogzeile könnte Eingang in einen Lyrik-Band finden. Jeder Schauspieler-Auftritt ist eine autarke Performance. Und all das in Bewegung gebracht mit der großartigen Musik von Boris und Sunn O))) in diesem wundervollen Flow, wie es eben nur Jarmusch versteht. Andererseits: besonders aufregend ist das alles aber auch wieder nicht. Trotz der Gefahren, trotz nackter Damen in Hotelzimmern, trotz einer beklemmenden Mordszene. Aber um das Aufgeregt-Sein oder Aufgeregt-Werden ging es ja ohnehin nie in Jim Jarmuschs Filmen. Erreicht werden vielmehr cineastische Zustände zwischen Komik, Poesie und Versenkung, zwischen Dada und Buddha, die einem das Herz aufgehen lassen, wenn man in der richtigen Stimmung dazu ist.“
Das ZDF hob die Arbeit des Kameramannes hervor: „Grandios komponierte Tableaus und furiose Kamerafahrten – in dem jüngsten Thriller von Jim Jarmusch zeigt Kameramann Christopher Doyle sein herausragendes Talent.“